# 週刊しゃかぽん
週刊しゃかぽん（しゅうかんしゃかぽん）は、朝日新聞出版が発行する小学生向けの社会誌である。

## 概要
マンガ、イラスト、写真がふんだんに使われ、子供にも分かりやすいよう配慮されている。その面でも、人気である。6ページあり、最初と最後の2ページは、マンガである。

## 歴史
2007年3月8日：創刊

### 編集

#### チーフエディター
- 樋口大二
- 岡本なるみ

#### 編集スタッフ
- 板垣薫
- 市村幸妙
- 河西久実
- 可知めぐみ
- 川名真理
- 小暮孝司
- 武市智恵
- 熱帯あつし
- 米田裕子

#### 編集協力
- 小林しのぶ
- 渋谷勉
- 肥後紀子
- 編集チームモルオ（上浪春海）
- 皆神龍太郎（と学会）
- 佐藤康子
- 中村秀子

#### アートディレクター
- 杉崎厚子（エスプランニング）

#### デザイン
- エスプランニング（三橋あかね、石田麻衣、荒巻砂香、坂井明澄、横山みゆき、光藤真理子、望月伸昭）
- K-file CO.，LTD

#### 漫画
- 三好直人 （時空怪盗リュージ）
- マシコサトミ （歴史特派員☆マリー）
- こむろえ～こ （Go!Go!バビィ!）※かがくるアドベンチャーでは上重☆さゆりになっている
- オガケン （天才コリゴリ博士に聞け!）
- 手丸かのこ （タコロン星人地球見学）

#### イラスト
- マカベアキオ
- 門馬直剛
- 山根あきひこ
- 渡辺みやこ
- すぎうらあきら
- エスプランニング（横山みゆき、光藤真理子、新井啓子）
- ㈱クリップ（山下正、ヨコオカタクミ）